# Laraha

Laharaboom op het Wapen van Curaçao

Laraha (Citrus aurantium subsp. currassuviencis) is een citrusboom en een ondersoort van de zure sinaasappel. De laraha groeit op het eiland Curaçao. De citrusvrucht is nog bitterder dan de andere citrusverwanten en wordt over het algemeen als oneetbaar beschouwd. De gedroogde schil staat bekend als Curacaoschil en wordt gebruikt voor onder meer curaçaolikeur.

## Wetenschappelijke namen
De taxonomische naam voor de lahara is Citrus aurantium subsp. currassuviencis, met als synoniem C. aurantium var. currassuviencis

## Geschiedenis en gebruik
De "Seville" sinaasappelbomen die in 1527 vanuit Spanje op Curaçao geïntroduceerd werden, konden niet tegen het klimaat en de grond van de zuidelijke Cariben. 
Het zoete fruit veranderde in een oneetbaar bitter product, zelfs de geiten lieten deze vruchten met rust. Decennia later (de exacte datum is verloren gegaan) bleken de gedroogde schillen van de inmiddels verwilderde vruchten echter wel een aangename smaak te hebben en experimenten met de extracten van deze schillen leidden tot de creatie van de likeur curaçao.
De gedroogde schillen van de Laraha worden ook gebruikt bij het maken van verschillende bieren, in het bijzonder Belgische witbieren.